# Arijan Komazec
Arijan Komazec, (nacido el 23 de enero de 1970 en Zadar, Yugoslavia) es un exjugador de baloncesto croata. Con 2.01 metros de estatura, jugaba en la posición de alero.
Fue una gran figura del baloncesto europeo y brilló tanto a nivel de clubes como con la selección, tanto con la de Yugoslavia como con la de Croacia, aunque nunca ganó un título de liga en ningún equipo de los que militó. Es significativo que, a pesar de ser una gran figura y de jugar en varios de los mejores equipos europeos, éstos ganaban antes o después de que Komazec estuviera en el equipo, nunca con él en sus filas, hecho que le llevó a ser considerado un jugador "gafe" a pesar de la gran clase que atesoraba.
Sin embargo, sí ganó el Mundial de Argentina 1990 y el EuroBasket Italia 1991, ambos con la extinta selección de Yugoslavia.
A menudo se le comparó con Dražen Petrović por un cierto parecido físico y, sobre todo, por sus excepcionales condiciones para el baloncesto, especialmente al principio de su carrera.

## Trayectoria y estadísticas
| Año       | Equipo              | Liga         | Partidos | Ppg  | Rpg | Apg |
| --------- | ------------------- | ------------ | -------- | ---- | --- | --- |
| 1986/1987 | KK Zadar            | Yugoslavia   | -        | -    | -   | -   |
| 1987/1988 | KK Zadar            | Yugoslavia   | -        | -    | -   | -   |
| 1988/1989 | KK Zadar            | Yugoslavia   | -        | 23,5 | -   | -   |
| 1989/1990 | KK Zadar            | Yugoslavia   | -        | 31,5 | -   | -   |
| 1990/1991 | KK Zadar            | Yugoslavia   | -        | 29,4 | -   | -   |
| 1991/1992 | KK Zadar            | Croacia      | -        | -    | -   | -   |
| 1992/1993 | Panathinaikos BC    | Grecia       | -        | 23,1 | -   | -   |
| 1993/1994 | Varese              | Italia       | 33       | 31,6 | 6,3 | 2,5 |
| 1994/1995 | Varese              | Italia       | 35       | 33,2 | 5,9 | 2,6 |
| 1995/1996 | Virtus Bologna      | Italia       | 38       | 22,5 | 3,5 | 1,9 |
| 1996/1997 | Virtus Bologna      | Italia       | 30       | 17,2 | 3,0 | 1,9 |
| 1997/1998 | Varese              | Italia       | 26       | 18,1 | 3,3 | 2,0 |
| 1998/1999 | Olympiakos BC       | Grecia       | -        | 15,1 | -   | -   |
| 1999/2000 | KK Zadar            | Croacia      | -        | 21,9 | -   | 4,8 |
| 2000      | Vancouver Grizzlies | Canadá - NBA | 0        | 0    | 0   | 0   |
| 2001      | AEK Atenas          | Grecia       | 11       | 10,9 | 3,3 | 1,3 |
| 2002/2003 | Śląsk Wrocław       | Polonia      |          |      |     |     |
| 2003/2004 | Avellino            | Italia       | 28       | 17,6 | 4,0 | 1,6 |